# Protoreaster nodosus
Étoile de mer à cornes, Étoile de mer à bosses
Espèce
L'Étoile de mer à cornes (ou étoile à bosses, Protoreaster nodosus) est une espèce d'étoiles de mer tropicales de la famille des Oreasteridae.

## Description
C'est une étoile régulière, pourvue de cinq bras courts et robustes à bout tronqué. Son corps est assez rigide, et couvert de monticules durs et sombres, formant un amas subpentagonique sur le disque central pyramidal, et un alignement sur chaque bras (mais jamais sur la marge abactiniale), dont la pointe est sombre. Elle mesure en moyenne 15 cm de diamètre, mais peut atteindre jusqu'à 40 cm, et sa couleur est très variable (crème, orange, rougeâtre, sombre...), mais les tubercules presque toujours sombres. La face orale est généralement blanche, avec des sillons ambulacraires fins.

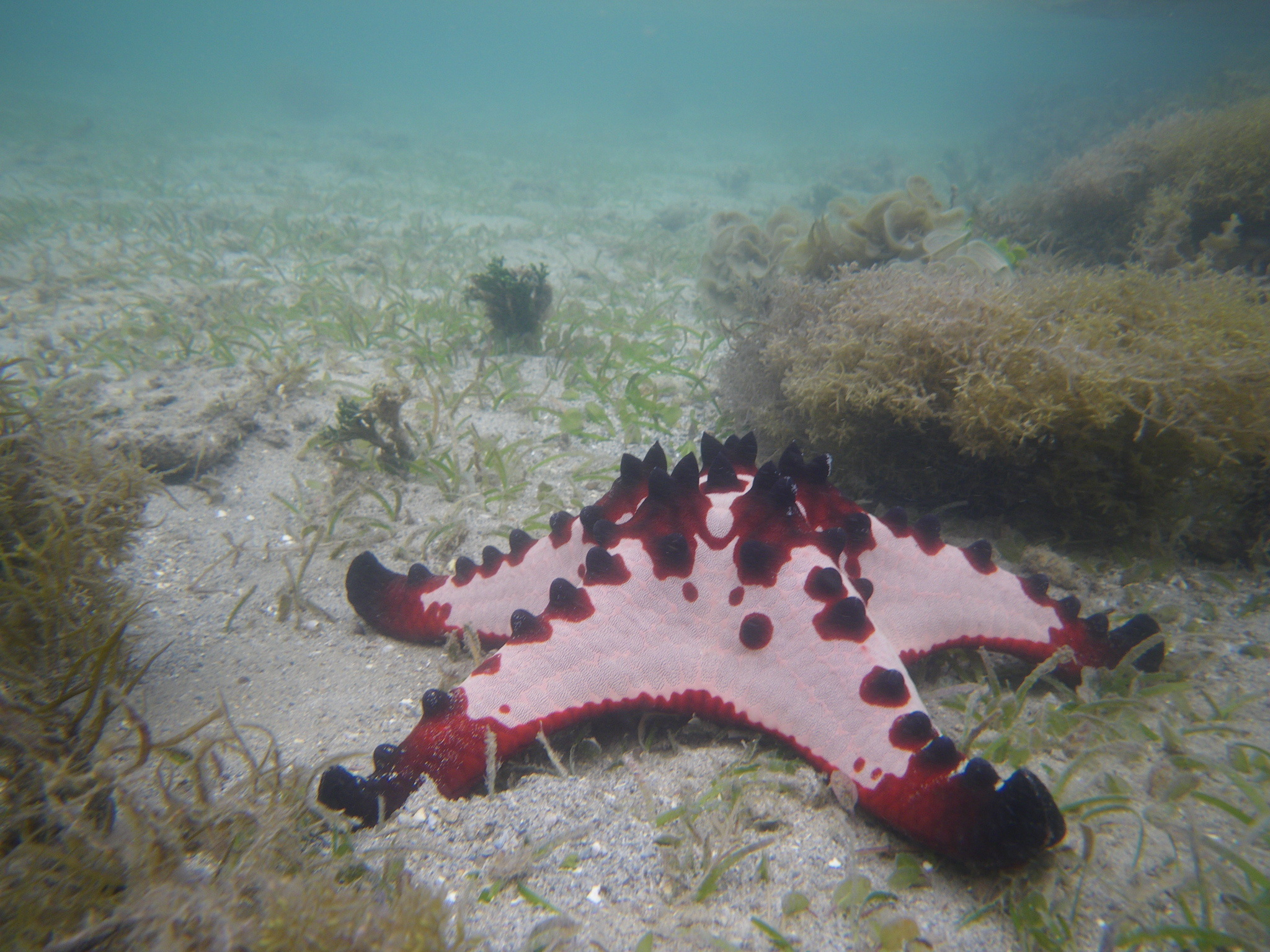
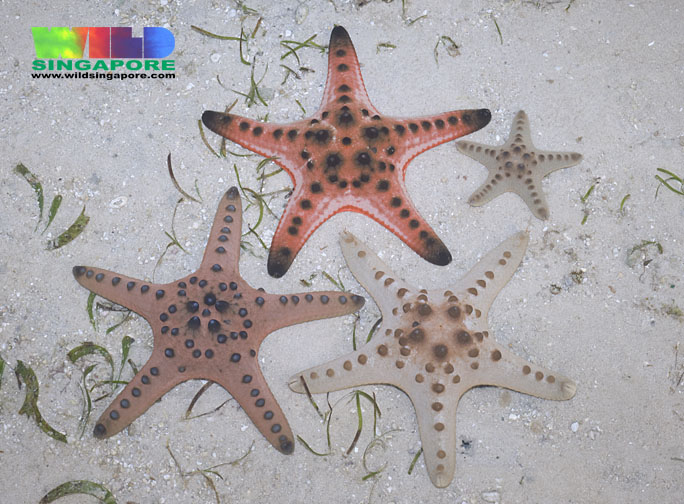
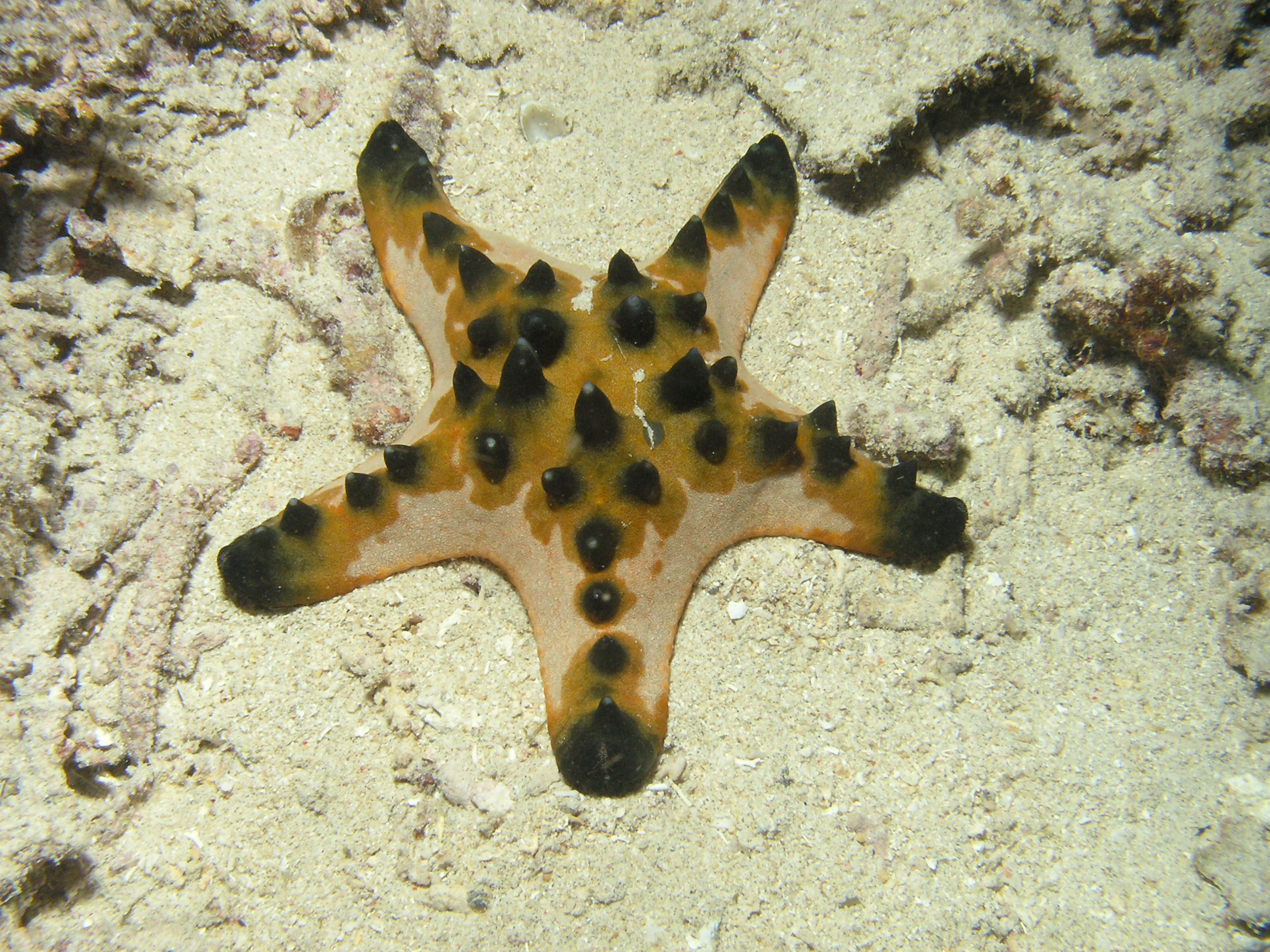
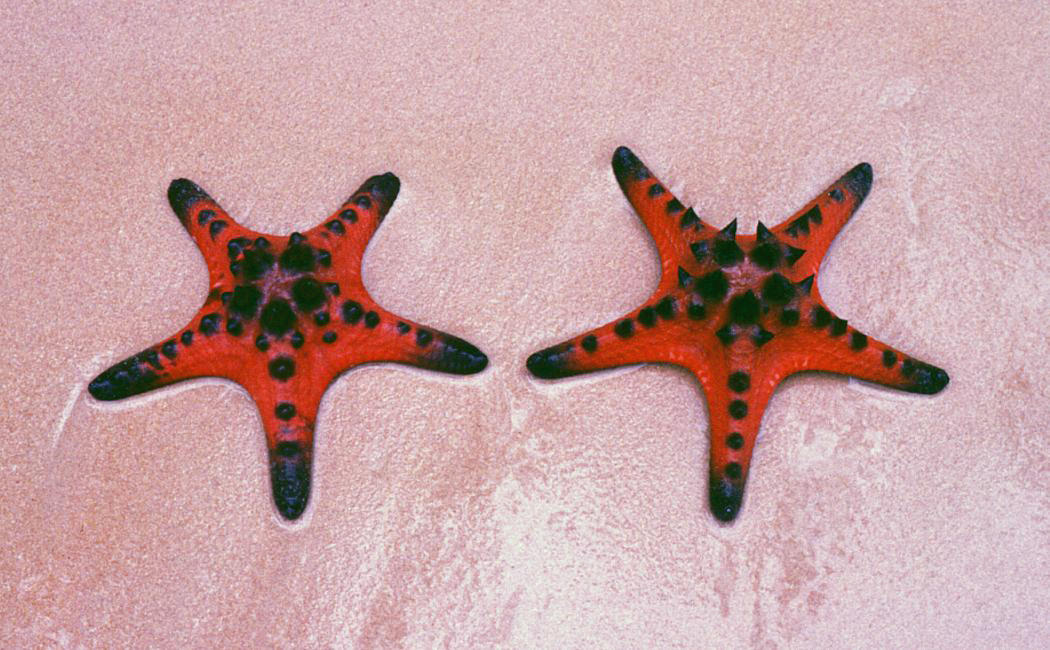
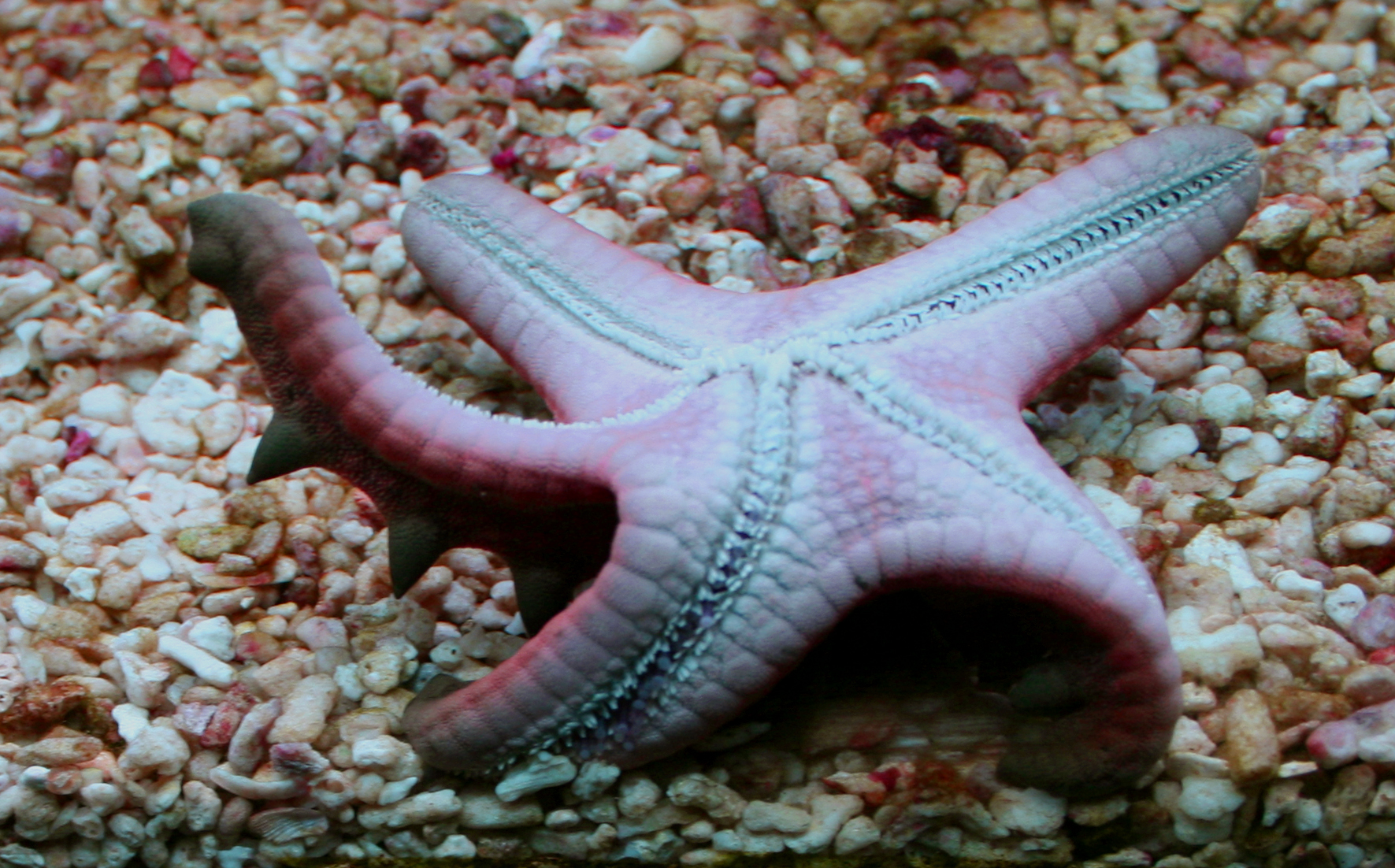
Face orale.

## Habitat et répartition

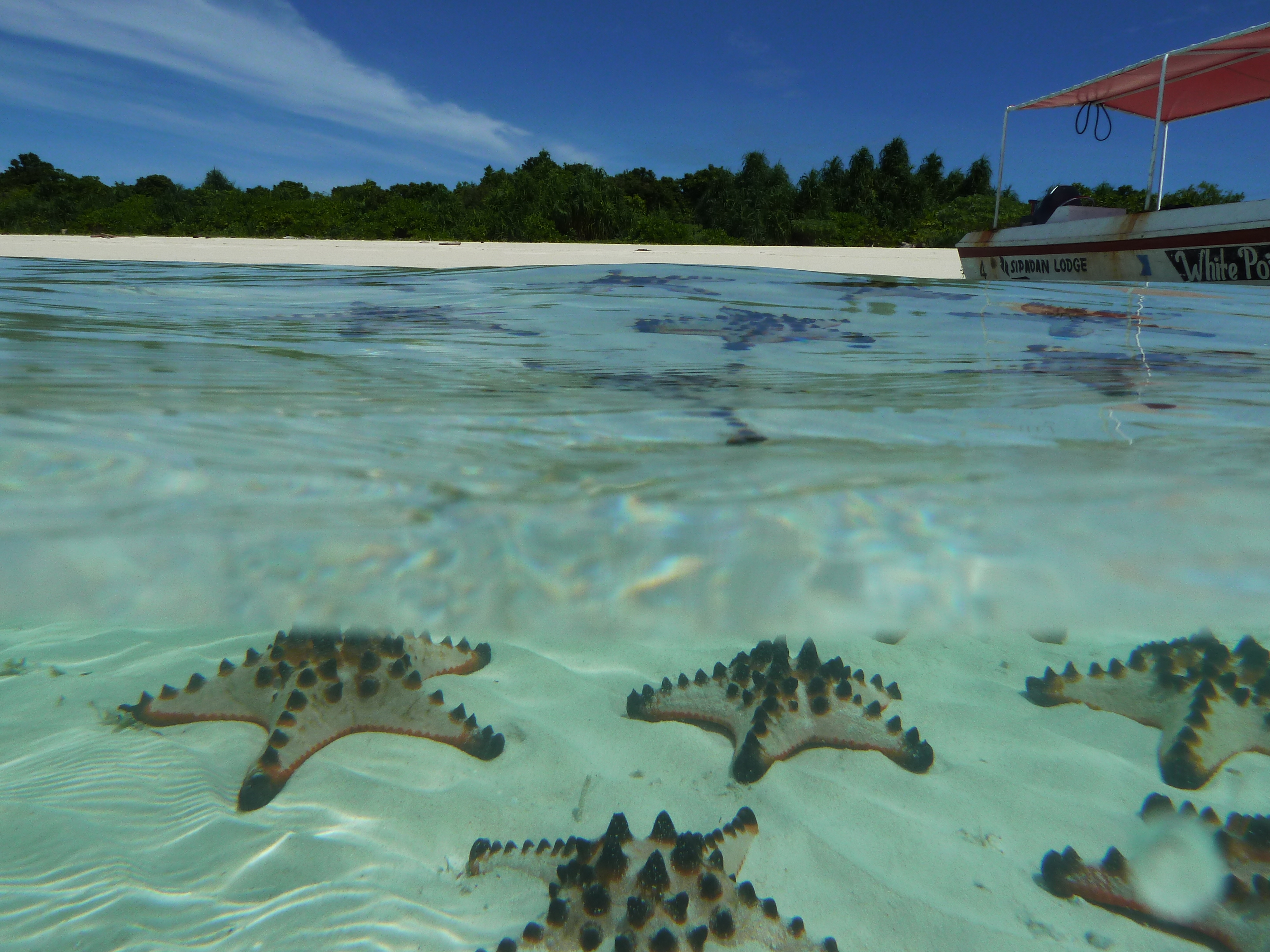
Groupe d'étoiles bossues en Malaisie.

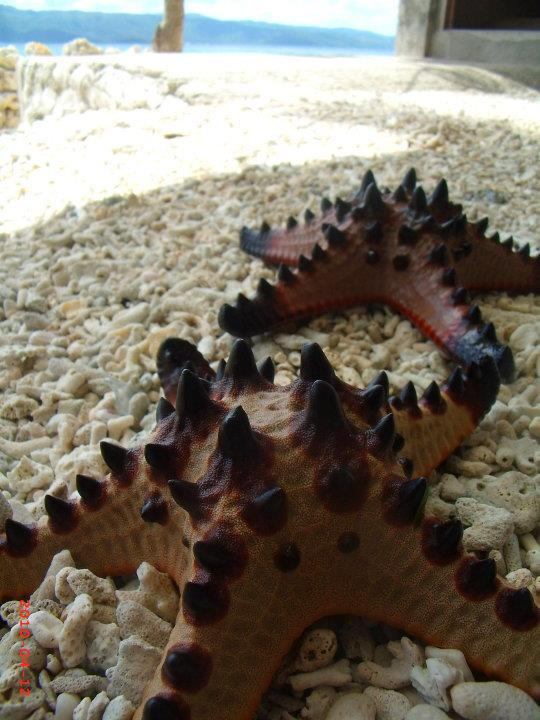
Spécimens séchés pour la vente aux touristes aux Philippines.

Cette étoile se rencontre à faible profondeur (de la surface à 30 m, mais rarement au-delà de 10 m). On la trouve dans toute l'Océanie tropicale, notamment en Indonésie et aux Philippines ; elle est aussi signalée dans l'océan indien (Madagascar, côte est-africaine, Seychelles...) mais ces observations semblent être erronées.
Cela fait de cette étoile l'équivalent pacifique de son espèce-sœur Protoreaster lincki, que l'on trouve dans l'océan Indien.
L'étoile bossue semble affectionner tout particulièrement les herbiers sableux des lagons calmes, notamment les juvéniles. On la trouve principalement à faible profondeur, mais peut aussi être rencontrée jusqu'à plus de 30 m de fond.

## Écologie et comportement
Cette étoile semble se nourrir principalement de feutrage algal et microbien, ainsi que de diverses matières nutritives à la surface du sédiment, qu'elle amène à sa bouche par ses podia ou digère de manière externe en dévaginant son estomac sur le substrat. Toutefois, elle est parfois observée s'attaquant à de grosses proies, y compris d'autres étoiles de mer comme Linckia laevigata. 
Là où la nourriture est abondante (et le braconnage réduit), cette étoile peut former des agrégations denses, jusqu'à plus de 5 individus pour 10 m2.
Sa reproduction est sexuée et gonochorique, et a lieu vers le mois de mai, et les étoiles adoptent alors une posture bombée caractéristique. La fécondation a lieu en pleine eau, et les larves vont se développer parmi le plancton avant de se fixer au bout de quelques semaines. La maturité sexuelle est atteinte vers 12 cm. Cette espèce semble pouvoir vivre jusqu'à 17 ans. 
À l'âge adulte, cette étoile de mer a peu de prédateurs. Elle subit cependant des attaques ponctuelles de gros poissons omnivores comme les poissons-balistes, mais aussi du mollusque Charonia tritonis (gros gastéropode spécialisé dans la prédation d'étoiles de mer massives).

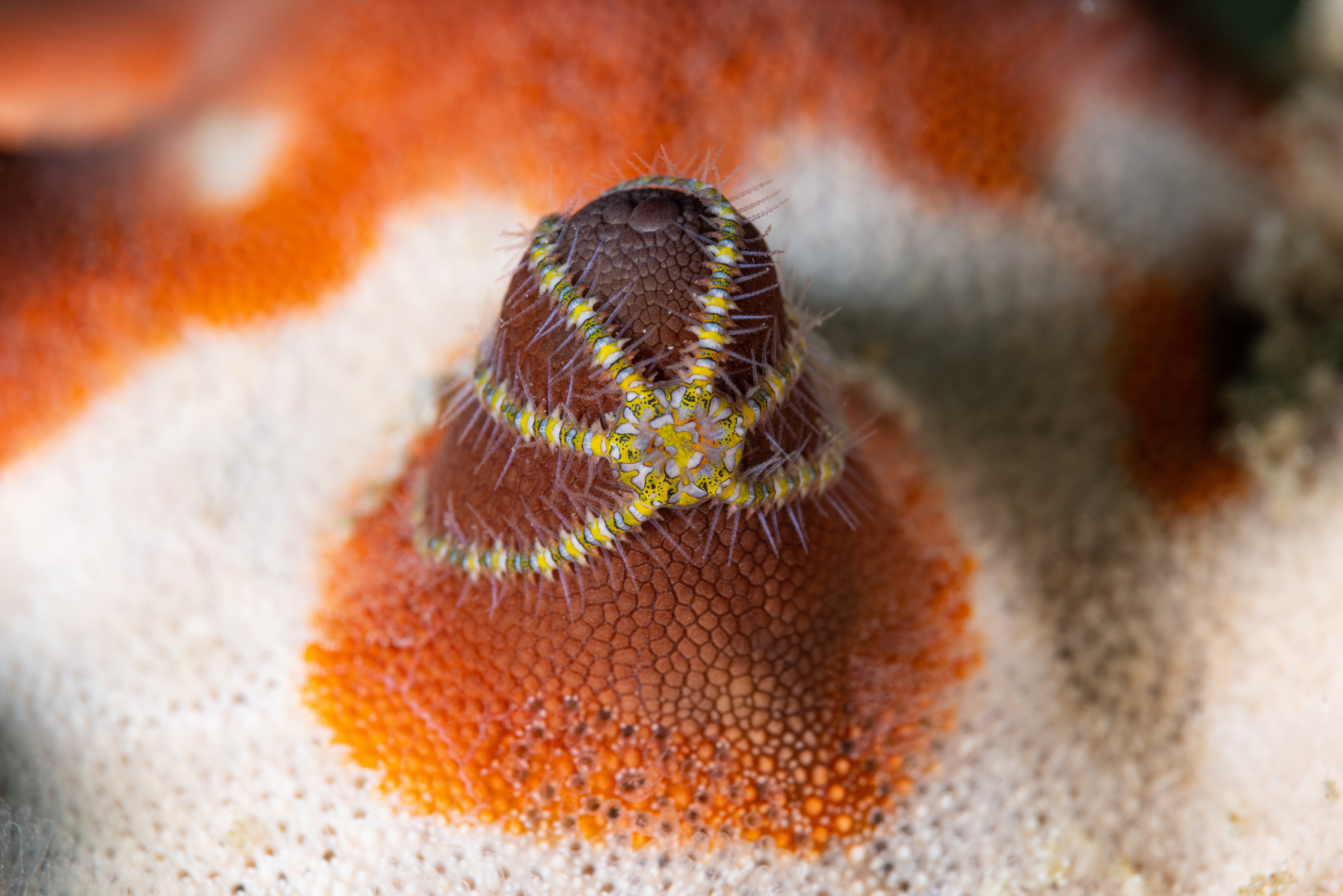
Une ophiure Ophiothela mirabilis vivant en symbiose sur une P. nodosus.
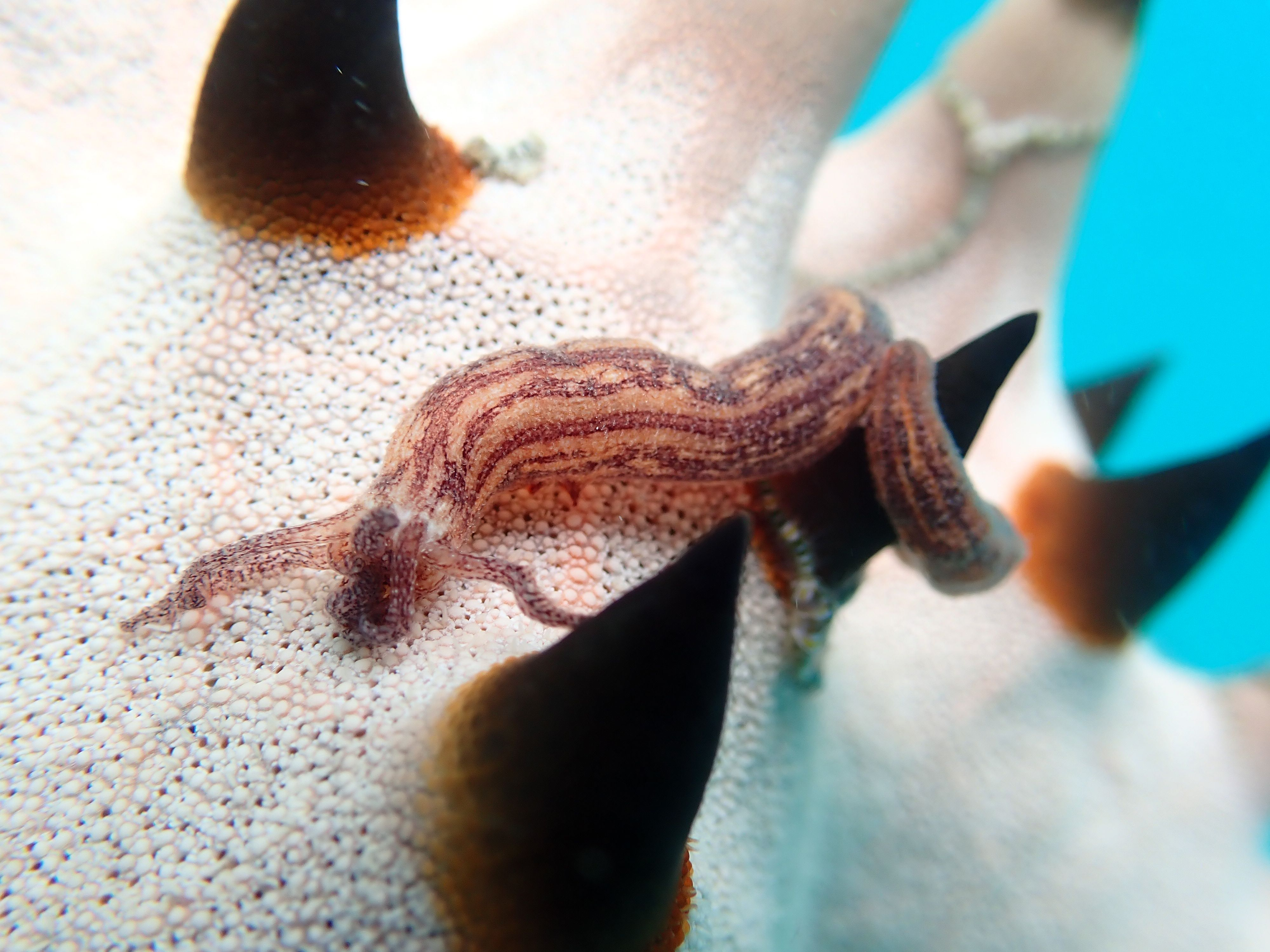
Une holothurie Synaptula media dans la même posture.

## Protoreaster nodosuset l'Homme
Cette étoile est absolument inoffensive, et ses pointes ne piquent pas. Dans les régions anglophones, ses taches sombres l'ont fait surnommer « chocolate chip sea star », l'étoile à pépites de chocolat.
Comme ces étoiles vivent sur les fonds sableux non loin des plages et sont parfois pourvues de couleurs voyantes, elles sont un des symboles des plages tropicales de l'Indo-Pacifique. Mais ce succès leur coûte : elles sont souvent récoltées et séchée pour des raisons décoratives ou commerciales, ce qui a entraîné localement un effondrement de leurs populations ces dernières années.
L'espèce a ainsi totalement disparu de nombreuses régions touristiques : par exemple, elle n'a plus jamais été observée à Guam depuis 1945.
Protoreaster nodosus sécrète des composants anti-inflammatoires qui peuvent avoir des applications médicales.

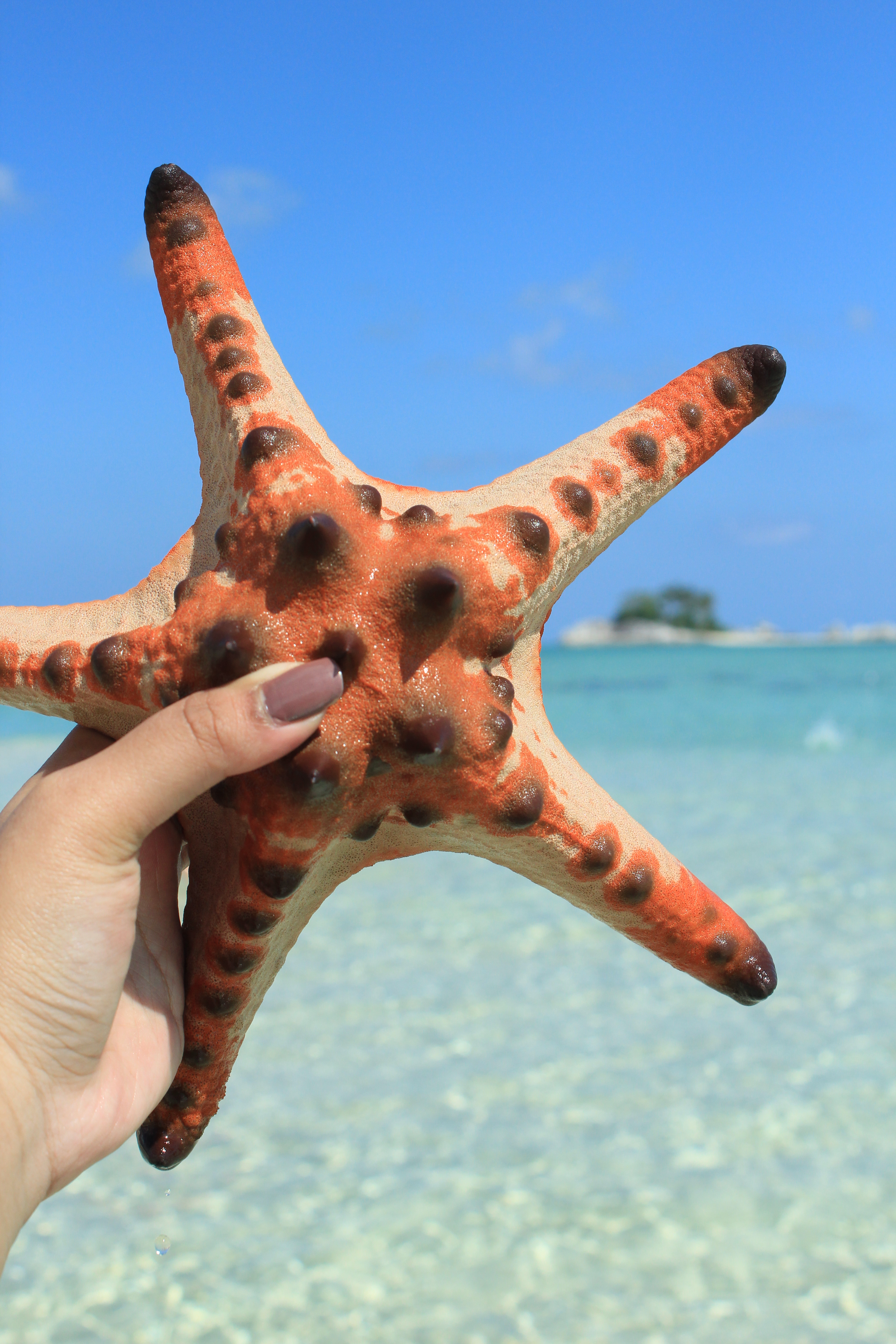
Spécimen tenu en mains par un touriste.
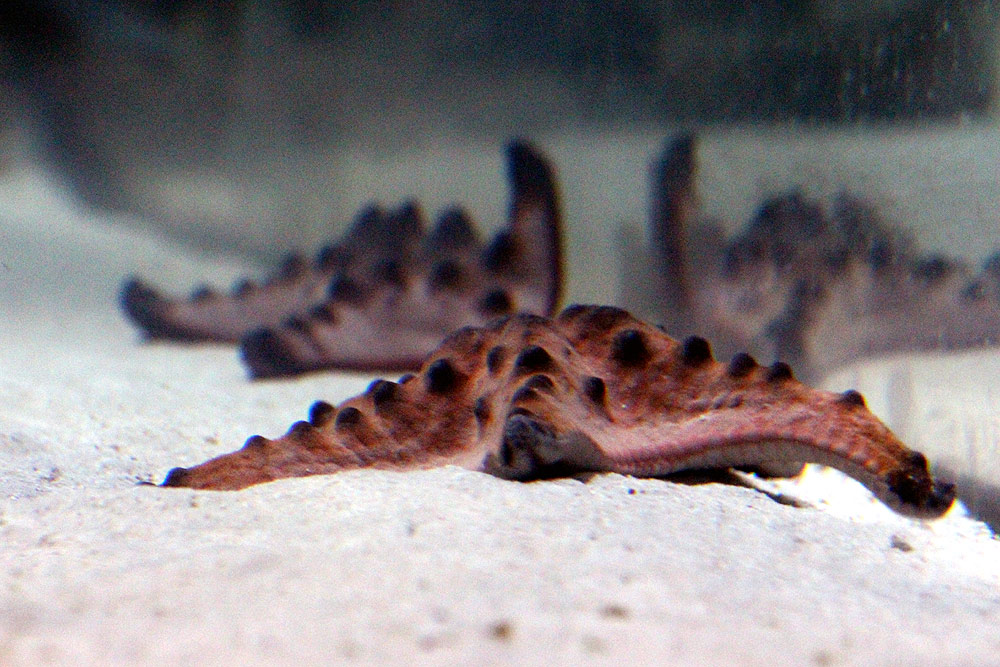
Spécimen en aquarium.
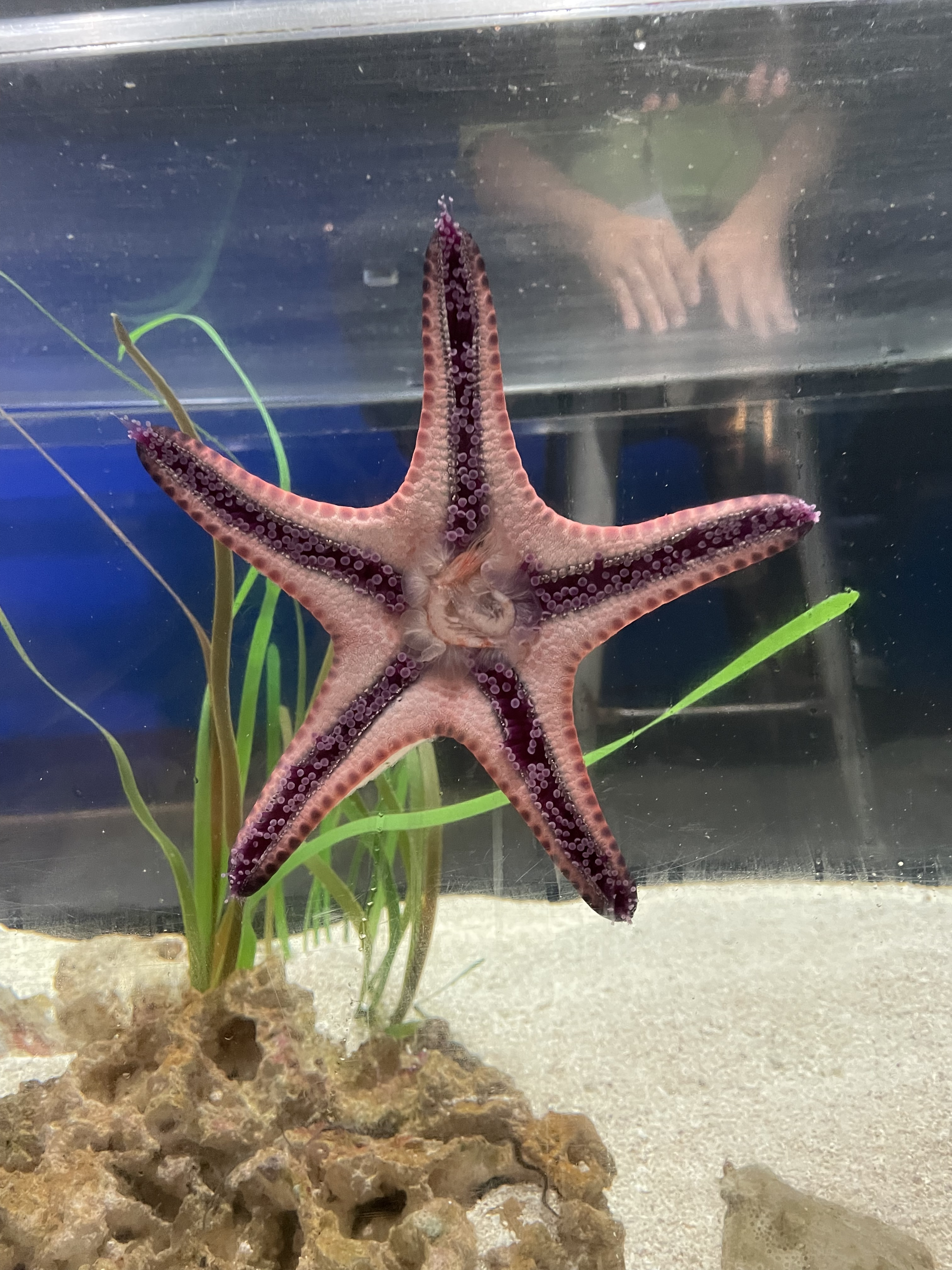
Idem, nourrissage avec des crevettes surgelées.
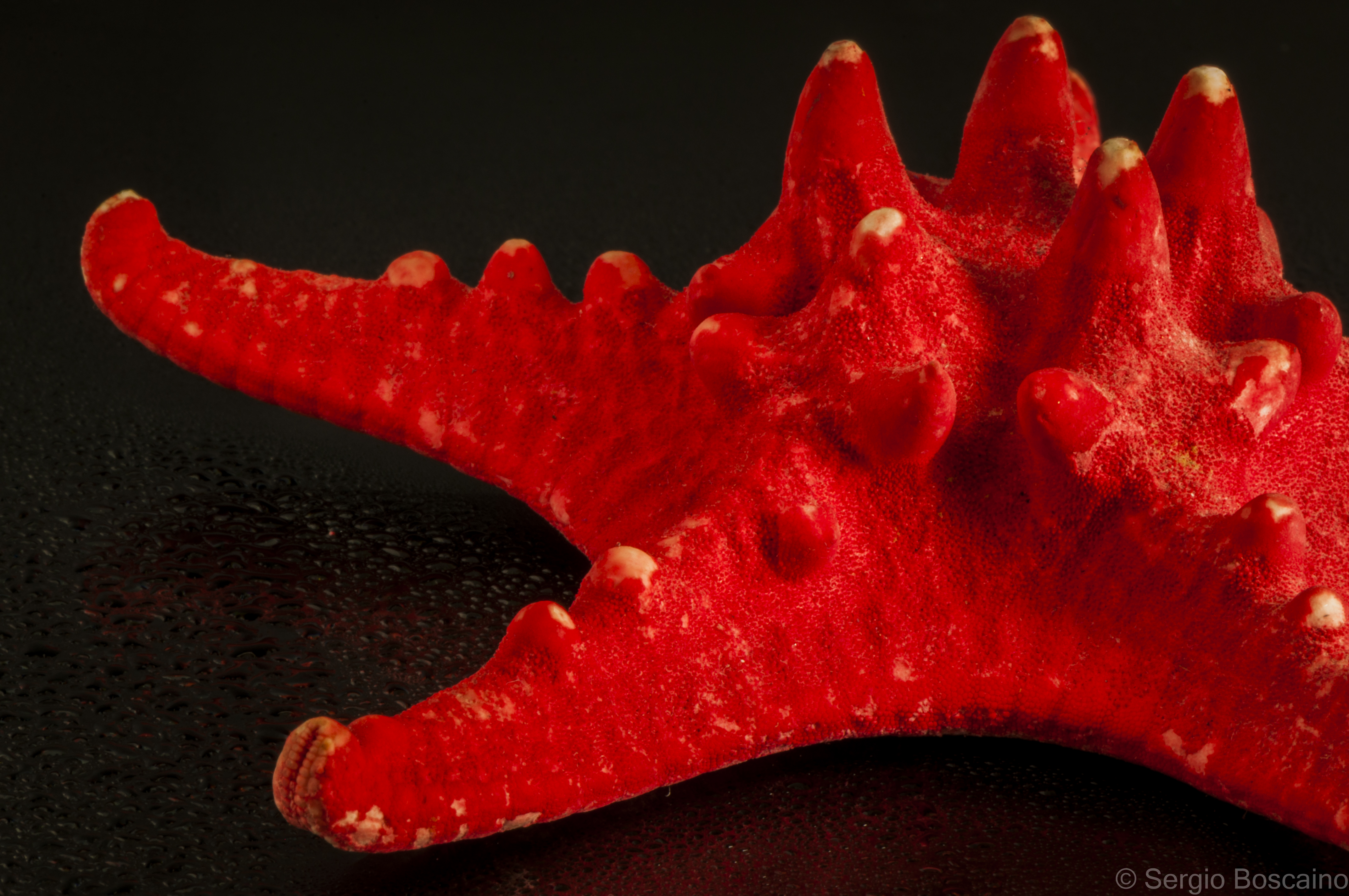
Spécimen momifié et teint, vendu comme souvenir aux touristes.